# Ibrahim Šehić
Ibrahim Šehić (2 de septiembre 1988) es un futbolista bosnio que juega como portero en el Çorum F. K. de la TFF Primera División.

## Trayectoria
Jugó para el Mersin İdmanyurdu y el FK Željezničar y también fue el más joven capitán en la historia del club.
En octubre de 2013 firmó por Liga Premier de Azerbaiyán lado Qarabağ.

## Selección nacional
En mayo de 2010 fue llamado a la selección de fútbol de Bosnia y Herzegovina por primera vez, haciendo su debut el 17 de noviembre de 2010 contra Eslovaquia en un partido amistoso en Bratislava.

## Estadísticas
| Club                | Club                 | Club                      | Liga  | Liga  | Copa  | Copa  | Continental | Continental | Total | Total |
| Temporada           | Club                 | Liga                      | Part. | Goles | Part. | Goles | Part.       | Goles       | Part. | Goles |
| ------------------- | -------------------- | ------------------------- | ----- | ----- | ----- | ----- | ----------- | ----------- | ----- | ----- |
| 2006–07             | Željezničar          | BH Premier League         | 1     | 0     |       |       | -           | -           | 1     | 0     |
| 2007–08             | Željezničar          | BH Premier League         | 20    | 0     |       |       | -           | -           | 20    | 0     |
| 2008–08             | Željezničar          | BH Premier League         | 29    | 0     |       |       | -           | -           | 29    | 0     |
| 2009–08             | Željezničar          | BH Premier League         | 29    | 0     |       |       | -           | -           | 29    | 0     |
| 2010–11             | Željezničar          | BH Premier League         | 29    | 0     | 4     | 0     | 2           | 0           | 35    | 0     |
| 2011–12             | Mersin İdmanyurdu    | Süper Lig                 | 22    | 0     | 0     | 0     | -           | -           | 22    | 0     |
| 2012–13             | Mersin İdmanyurdu    | Süper Lig                 | 14    | 0     | 1     | 0     | -           | -           | 15    | 0     |
| 2013-14             | Qarabağ              | Azerbaijan Premier League | 22    | 0     | 3     | 0     | 0           | 0           | 25    | 0     |
| 2014-15             | Qarabağ              | Azerbaijan Premier League | 14    | 0     | 0     | 0     | 12          | 0           | 26    | 0     |
| Total               | Bosnia y Herzegovina | Bosnia y Herzegovina      | 108   | 0     | 4     | 0     | 2           | 0           | 114   | 0     |
| Total               | Turquía              | Turquía                   | 36    | 0     | 1     | 0     | -           | -           | 36    | 0     |
| Total               | Azerbaiyán           | Azerbaiyán                | 36    | 0     | 3     | 0     | 12          | 0           | 51    | 0     |
| Total en la carrera | Total en la carrera  | Total en la carrera       | 180   | 0     | 8     | 0     | 14          | 0           | 202   | 0     |

### Internacional
| Bosnia and Herzegovina | Bosnia and Herzegovina | Bosnia and Herzegovina |
| Year                   | Apps                   | Goals                  |
| ---------------------- | ---------------------- | ---------------------- |
| 2010                   | 2                      | 0                      |
| 2011                   | 1                      | 0                      |
| Total                  | 3                      | 0                      |

## Palmarés

### Títulos nacionales
| Título                               | Club                       | País                 | Año     |
| ------------------------------------ | -------------------------- | -------------------- | ------- |
| Liga Premier de Bosnia y Herzegovina | F. K. Željezničar Sarajevo | Bosnia y Herzegovina | 2009-10 |
| Copa de Bosnia y Herzegovina         | F. K. Željezničar Sarajevo | Bosnia y Herzegovina | 2010-11 |
| Liga Premier de Azerbaiyán           | Qarabağ F. K.              | Azerbaiyán           | 2013-14 |
| Liga Premier de Azerbaiyán           | Qarabağ F. K.              | Azerbaiyán           | 2014-15 |
| Copa de Azerbaiyán                   | Qarabağ F. K.              | Azerbaiyán           | 2014-15 |
| Liga Premier de Azerbaiyán           | Qarabağ F. K.              | Azerbaiyán           | 2015-16 |
| Copa de Azerbaiyán                   | Qarabağ F. K.              | Azerbaiyán           | 2015-16 |
| Liga Premier de Azerbaiyán           | Qarabağ F. K.              | Azerbaiyán           | 2016-17 |
| Copa de Azerbaiyán                   | Qarabağ F. K.              | Azerbaiyán           | 2016-17 |
| Liga Premier de Azerbaiyán           | Qarabağ F. K.              | Azerbaiyán           | 2017-18 |